# Itálica

Anfiteatro em Itálica, construído durante o reinado do imperador Adriano (117-138)

Itálica (em latim: Italica, em castelhano:  Itálica) foi uma cidade da Hispânia, fundada em 206 a.C. pelo general romano Públio Cornélio Cipião Africano para os soldados romanos feridos na batalha de Ilipa, onde o exercito cartaginês foi derrotado. O nome Italica marca a colónia como de origem italiana. Em 1979 foi construído um dique para que as águas do rio não criassem cheias no anfiteatro que, com capacidade para 25 mil espectadores, foi um dos maiores do Império Romano.
Suas ruínas estão situadas ao norte da atual cidade de Santiponce, por sua vez nove quilômetros ao noroeste de Sevilha, Espanha.
Itálica foi o local de nascimento dos imperadores romanos Trajano, Adriano, e possivelmente Teodósio.